# Bactrocera zonata
Bactrocera zonata
 es una especie de insecto díptero del género Bactrocera de la familia Tephritidae. Saunders lo describió científicamente por primera vez en 1842.  